# Chrysocharis
Chrysocharis – rodzaj błonkówek z rodziny wiechońkowatych i podrodziny Entedoninae.
Takson ten opisany został w 1856 roku przez Arnolda Förstera.
Wiechońkowate te mają szew poprzeczny na czole prawie zawsze mniej lub więcej V-kształtny, a nadustek nieoddzielony od twarzy szwem, choć może się od niej różnić ubarwieniem. Czułki samic odznaczają się powiększonym anellusem wierzchołkowym. Na mesoscutum dwie lub więcej par szczecinek. Na zokrąglonych, symetrycznych przednich skrzydłach żyłki postmarginalna jest zawsze ponad 1,5 razy dłuższa od stygmalnej. Jeśli żeberka na pozatułowiu są zredukowane lub nieobecne, to zazwyczaj zaopatrzony jest on w położony z przodu trójkątny dołek albo okrągłe nakłucie.
Gatunki z tego rodzaju to głównie pasożyty minujących motyli i muchówek, ale też innych rzędów. Notowane jako pasożyty bogatkowatych, stonkowatych, miniarkowatych, pryszczarkowtych, wywilżnowatych, Ephydridae, Asterolecaniidae, bryzgunowatych, pilarzowatych, czuprzykowatych, namiotnikowatych, zwójkowatych, tyszerkowatych, kibitnikowatych, Nepticulidae, Lyonetiidae, omacnicowatych, skośnikowatych, Heliozelidae i Coelophoridae.
Rodzaj kosmopolityczny.
Do rodzaju tego należy blisko 140 gatunków:
- Chrysocharis absentia Hansson, 1997
- Chrysocharis acoris (Walker, 1839)
- Chrysocharis acutigaster Hansson, 1985
- Chrysocharis aegyptiensis Hansson, 1985
- Chrysocharis ainsliei Crawford, 1912
- Chrysocharis ajugus Dubey, 1974
- Chrysocharis albicoxis Erdös, 1958
- Chrysocharis albipes (Ashmead, 1904)
- Chrysocharis alpinus Yefremova, 2001
- Chrysocharis aluta Yoshimoto, 1973
- Chrysocharis amanus (Walker, 1839)
- Chrysocharis amasis (Walker, 1839)
- Chrysocharis amyite (Walker, 1839)
- Chrysocharis antoni Hansson, 1985
- Chrysocharis arctica  (Erdös, 1950)
- Chrysocharis argyropezae Graham, 1963
- Chrysocharis assis (Walker, 1839)
- Chrysocharis auratus (Ashmead, 1887)
- Chrysocharis avia Hansson, 1985
- Chrysocharis bambeyi Risbec, 1951
- Chrysocharis beckeri Yoshimoto, 1973
- Chrysocharis bedius (Walker, 1842)
- Chrysocharis bestiola Hansson, 1985
- Chrysocharis boriquenensis Hansson, 1987
- Chrysocharis budensis Erdös, 1954
- Chrysocharis caribea Boucek, 1977
- Chrysocharis cerodonthae Hansson, 1987
- Chrysocharis cerris Erdös, 1961
- Chrysocharis chlorus Graham, 1963
- Chrysocharis chromatomyiae Hansson, 1987
- Chrysocharis cimbicis (Brues, 1909)
- Chrysocharis clarkae Yoshimoto, 1973
- Chrysocharis collaris Graham, 1963
- Chrysocharis compressicornis Ashmead, 1895
- Chrysocharis coptodiscae Yoshimoto, 1973
- Chrysocharis cornigera Hansson, 1995
- Chrysocharis costalimai (Guimaraes, 1957)
- Chrysocharis crassiscapus (Thomson, 1878)
- Chrysocharis debussyi Hansson, 1985
- Chrysocharis discalis Graham, 1975
- Chrysocharis echinata (Mani, 1989)
- Chrysocharis elongata (Thomson, 1878)
- Chrysocharis entedonoides (Walker, 1872)
- Chrysocharis equiseti Hansson, 1985
- Chrysocharis eurynota Graham, 1963
- Chrysocharis euterpe Hansson, 1985
- Chrysocharis flacilla (Walker, 1842)
- Chrysocharis flaviclypeus Hansson, 1987
- Chrysocharis foliincolarum (Christ, 1791)
- Chrysocharis frigida Baur & Hansson, 1997
- Chrysocharis fulviscapus Hansson, 1987
- Chrysocharis funicularis Khan, 1985
- Chrysocharis gallicola (Costa Lima, 1930)
- Chrysocharis gemina Hansson, 1987
- Chrysocharis gemma (Walker, 1839)
- Chrysocharis gibsoni Hansson, 1987
- Chrysocharis giraulti Yoshimoto, 1973
- Chrysocharis griffithsi Hansson, 1987
- Chrysocharis horticola Mani, 1971
- Chrysocharis idyia (Walker, 1839)
- Chrysocharis ignota Hansson, 1987
- Chrysocharis illustris Graham, 1963
- Chrysocharis imbrasus (Walker, 1847)
- Chrysocharis imphalensis (Chishti & Shafee, 1988)
- Chrysocharis indicus Khan, 1985
- Chrysocharis johnsoni Subba Rao, 1957
- Chrysocharis kimamaensis Hansson, 1987
- Chrysocharis lankensis Hansson, 1985
- Chrysocharis laomedon (Walker, 1839)
- Chrysocharis laricinellae (Ratzeburg, 1848)
- Chrysocharis latifossa Hansson, 1985
- Chrysocharis lepelleyi Ferrière, 1936
- Chrysocharis liriomyzae Delucchi, 1954
- Chrysocharis longiclavatus Khan, Agnihotri & Sushil, 2005
- Chrysocharis longicoxa Hansson, 1987
- Chrysocharis longigaster Hansson, 1987
- Chrysocharis longinerva Hansson, 1997
- Chrysocharis longiscapus Khan, Agnihotri & Sushil, 2005
- Chrysocharis longitarsus Hansson, 1985
- Chrysocharis loranthellae Erdös, 1954
- Chrysocharis lubrica Ikeda, 1996
- Chrysocharis maculipennis (Brèthes, 1922)
- Chrysocharis maya Hansson, 1997
- Chrysocharis mediana Förster, 1861
- Chrysocharis minuta (Hansson, 1986)
- Chrysocharis miranda Graham, 1983
- Chrysocharis moravica (Malac, 1943)
- Chrysocharis nautius (Walker, 1846)
- Chrysocharis nephereus (Walker, 1839)
- Chrysocharis nephereus (Walker, 1839)
- Chrysocharis nigra Ikeda, 1996
- Chrysocharis nigricrus (Thomson, 1878)
- Chrysocharis nitetis (Walker, 1839)
- Chrysocharis nitida Hansson, 1985
- Chrysocharis nitidifrons Graham, 1963
- Chrysocharis occidentalis (Girault, 1916)
- Chrysocharis omari (Girault, 1917)
- Chrysocharis orbicularis (Nees, 1834)
- Chrysocharis oscinidis Ashmead, 1888
- Chrysocharis pallidigaster Hansson, 1987
- Chrysocharis pallipes (Nees, 1834)
- Chrysocharis paradoxa Hansson, 1985
- Chrysocharis parma Hansson, 1997
- Chrysocharis pentheus (Walker, 1839)
- Chrysocharis perditor Hansson, 1987
- Chrysocharis phryne (Walker, 1839)
- Chrysocharis phytomyzivora Hansson, 1987
- Chrysocharis pilicoxa (Thomson, 1878)
- Chrysocharis pilosa Delucchi, 1954
- Chrysocharis polita (Howard, 1897)
- Chrysocharis polyzo (Walker, 1839)
- Chrysocharis prodice (Walker, 1839)
- Chrysocharis pubens Delucchi, 1954
- Chrysocharis pubicornis (Zetterstedt, 1838)
- Chrysocharis purpurascens Hansson, 1997
- Chrysocharis purpurea Bukovskii, 1938
- Chrysocharis robusta Yoshimoto, 1973
- Chrysocharis sentenaca Hansson, 1995
- Chrysocharis splendidissima (Girault, 1917)
- Chrysocharis stigmata Ashmead, 1894
- Chrysocharis subcircularis Yoshimoto, 1973
- Chrysocharis submutica Graham, 1963
- Chrysocharis sulcata (Hansson, 1986)
- Chrysocharis sunosei Kamijo, 1981
- Chrysocharis sylleptae Risbec, 1951
- Chrysocharis tristis Hansson, 1987
- Chrysocharis truncatula Graham, 1963
- Chrysocharis tsugae Ikeda, 1996
- Chrysocharis ujiyei Kamijo, 1977
- Chrysocharis viridis (Nees, 1834)
- Chrysocharis vonones (Walker, 1839)
- Chrysocharis wahli Hansson, 1995
- Chrysocharis walleyi Yoshimoto, 1973
- Chrysocharis zizyphi Hansson, 1985